# Loa (reka)
Reka Loa (špansko Río Loa) je reka, ki teče v obliki črke U v regiji severna Antofagasta v Čilu. Z dolžino 440 km je to najdaljša reka v državi in glavni vodni tok v puščavi Atacama.

## Potek
Izviri reke Loa so na Andskih planinskih pobočjih ob vznožju vulkana Miño. Zgornja kotlina Loe je na zahodu obrobljena z gorskim grebenom z nadmorskimi višinami nad 4500 m, na vzhodu pa je veriga vulkanov, ki jo ločujejo od endoreičnih kotlin kot je Salar de Ascotán.
Reka teče proti jugu na povišani planoti približno 150 km, v oazo Chiu Chiu (Chee-oo Chee-oo). Ker so zgornji tokovi reke na precejšnji nadmorski višini, iz Andov dobivajo velike količine vode, predvsem dveh glavnih pritokov: reke San Pedro de Inacaliri in reke Salado. Nekdanje sotočje z reko Loa je bilo pri rezervoarju Conchi in pozneje približno 3 km južno od Chiu Chiu. Voda zgornjega toka in pritokov je sveža. Vendar pa spodnji tok, kot v vseh rekah tega območja, postane brakičen.
Od Chiu Chiu Loa teče zahodno in severno v veliki krivulji do Quillagua (kee-YAH-gwah). Po tem ko je reka pretekla 115 km, teče skozi mesto Calama in dobi pritok reke San Salvador v kraju Chacance. Od tod reka teče proti severu približno 80 km do Quillagua.
Od Quillagua njen suh kanal ponovno zavije proti zahodu in označuje mejo med regijama Tarapacá in Antofagasta. V spodnjem toku Loa teče skozi 500-m globok kanjon, ki prečka čilsko obalno gorovje. Reka doseže Tihi ocean na 21 ° 26 'S., nekaj kilometrov južno od starega pristanišča Huanillos (Wan-EE-yōs).
Hidrološki režim povodja je prevladujoč deževen. Povečanje količine vode se pojavlja predvsem v januarju in februarju, kar je posledica tega pojava, znanega kot Bolivijska zima.

## Zgodovina
Bregovi reke so bili naseljeni že zelo zgodaj. Dokaz o tem je opazno število geoglifov, petroglifov in piktografov, ki ležijo ob njenem toku in v zgornji kotlini.
Druga indikacija njegove bogate preteklosti je Pukará de Lasana. Majhna vasica 40 km severovzhodno od mesta Calama leži ob obrežju reke Loe. To človeško naselje tisočletnega izvora je stoletja namenjeno kmetijstvu in živinoreji. Potomci kulture Lickan Antay (Atacameña) so prebivalci doline, ki še vedno ohranjajo prednike in njihove običaje, kot so čiščenje kanalov, karnevalov in patrone španskega izvora.
Pukará de lasana (kečuanska trdnjava), predkolumbovska trdnjava, je bila zgrajena v 12. stoletju in je glavna arhitekturna zanimivost vasi. Leta 1982 je bila razglašena za narodni spomenik.

## Mostovi
Južno od rezervoarja Conchi reko prečka star železniški most, ki ga linija Železniška proga Antofagasta - Bolivija (Ferrocarril de Antofagasta a Bolivia) ne uporablja več, vendar še vedno stoji in je s 104 m eden od najvišjih mostov v Čilu.

## Skrbi
Ta reka oskrbuje veliko mest z vodo in se uporablja za vzgojo kozic. V zadnjem času rudarska podjetja onesnažujejo reko, zaradi česar je voda neuporabna.